# Entretien d'embauche
Vous pouvez aider à l'améliorer ou bien discuter des problèmes sur sa page de discussion.
- Il n’est pas rédigé dans un style encyclopédique. (Marqué depuis octobre 2023)
- Il relève du guide pratique, ce qui n'est pas de nature encyclopédique. Vous pouvez reformuler les passages concernés, ou remplacer ce bandeau par {{pour Wikibooks}}, {{pour Wikiversité}}, ou {{pour Wikivoyage}}, afin de demander le transfert vers un projet frère plus approprié. (Marqué depuis octobre 2023)

Un entretien d'embauche, aussi appelé entretien de recrutement ou―au Québec―entrevue d'embauche ou d'emploi, désigne une discussion entre un employeur potentiel et un employé potentiel. Il vise entre autres à évaluer les compétences du candidat et leur intérêt pour l'organisation cherchant à recruter.
Ces entretiens ne visent pas à évaluer le marché de l'emploi (c'est le rôle des salons et des forums). L'entretien de recrutement résulte d'une demande conjointe de l'entreprise et du candidat, d'obtenir une compétence en échange d'un salaire, correspondant pour le candidat à la poursuite logique de son projet professionnel.
L'intérêt d'un entretien est de vérifier que le CV correspond bien à la personne. Le candidat ne doit pas « lire » son CV (ce que le recruteur a déjà fait) mais doit savoir « se vendre » (plus exactement se louer, se valoriser) en mettant en valeur son parcours professionnel et en parlant de son vécu (ce qui n'apparait pas dans le CV). 
Cette phase précède la signature du contrat d'embauche et met en évidence les qualités du candidat : ses compétences, sa « motivation », sa capacité d'écoute, de compréhension, d'analyse, de synthèse, d'argumentation, d'adaptation, de maîtrise de soi, de discipline, de méthode de travail, d'élocution, de répartie, etc. et permet au recruteur d'approfondir les tâches à accomplir.

## Avant l'entretien
L'évolution croissante du marché peut amener l'entreprise à avoir besoin d'embaucher un salarié. Le recruteur doit alors définir le type de poste à pourvoir et les compétences clés qui lui sont attachés. Ceci fait, il diffuse une annonce en interne (réseau relationnel) puis via le réseau externe par les journaux, les petites annonces et par les sites de recrutement.
Le candidat, après avoir défini son projet professionnel, avoir envoyé son CV et sa lettre de motivation personnalisée est contacté par un ou des recruteurs. Le recruteur peut s'il s'y prend mal être attaqué pour discrimination à l'embauche (Droit du travail).
Vient ensuite l'étape de sélection des entretiens d'embauches sur la bases des critères du besoin à pourvoir. 
La date, le lieu et la personne à rencontrer sont souvent convenus par téléphone (ou par mail) auparavant par les parties.

## Préparation
Le candidat doit venir avec un minimum de documents : son CV, sa lettre de motivation, des photocopies de ses derniers diplômes, de sa photo d'identité, de sa carte vitale[réf. nécessaire]
, son projet de fin d'étude, des attestations des employeurs précédents ou certificat(s) de travail, et éventuellement une copie de la dernière feuille de paye (attention, communiquer cette dernière au futur employeur ne procure pas toujours un avantage, mais il peut être bon de l'avoir avec soi pour des sociétés d'intérim par exemple...). 
Le rôle de la lettre de motivation va bien au-delà d'un simple document d'information: elle constitue la trame du récit du candidat et constitue avec le cv, le fil conducteur de l'entretien.
Prévoir des moyens de communication: un téléphone portable en cas de retard (penser à l'éteindre avant l'entretien). Les petites et moyennes entreprises (PME) se regroupent souvent à une même adresse pour diminuer les coûts de location. Il faut donc connaître le code d'entrée (s'il y a lieu), l'étage (de même), le nom de l'entreprise, le nom de la/les personne(s) et sa/leur fonction(s). Connaître le nom et la fonction de la personne qui va vous recevoir est important; si vous n'avez pas pu recueillir cette information auprès de l'interlocuteur que vous avez eu au téléphone lors de la prise du rendez-vous, ne pas hésiter à (re)téléphoner au standard/à l'accueil pour s'enquérir de cette information -ou encore, se la faire confirmer en arrivant le jour de l'entretien, toujours auprès de la personne de l'accueil-.
En ce qui concerne la préparation à un entretien d'embauche, un exercice qui gagne en popularité en ligne est l'entretien fictif (Mock Interview).
Un entretien fictif consiste à simuler un entretien avec un coach de carrière. Le consultant en recrutement utilise son expérience pour aider le candidat à réussir son entretien .

### Les formes d’entretien
L'entretien se déroule entre un candidat et un recruteur. Mais également avec plusieurs recruteurs ou encore avec plusieurs candidats. Il peut être formel ou informel. L'entretien d'embauche peut se faire sous la forme d'une rencontre en face à face ou bien d'un entretien téléphonique. Le choix de la technique de recrutement dépend du poste à pourvoir.
La préparation peut se faire avec un accompagnateur (parents, amis, frères et sœurs etc., voire un mentor ou coach dans la terminologie anglo-saxonne) et vise à anticiper les futures questions. Il faut savoir gérer le temps de parole (ni trop, ni trop peu). Certaines structures existent pour préparer les candidats aux entretiens plus techniques dans les secteurs de la Banque d'Affaires, de la Finance de Marché et du Conseil en Stratégie.
Une mauvaise décision coûte beaucoup d'argent dans une organisation (coût d'embauche, de formation, de productivité, d'image de marque, de réembauche) L'entretien peut être basé sur l'étude de votre comportement en situation de crise. Le recruteur pose alors un problème et le candidat explique comment il le résoudrait.
Le recruteur tente d'intimider le candidat : le but de cet entretien est de voir comment il gère son stress. Il va douter de la véracité des propos du postulant, mettre le candidat dans des situations embarrassantes de type surcharge de travail et gestion de conflit. Une autre tactique consiste à parler dans des styles différents et à placer le candidat dans un environnement hostile (bruits ambiants ex. : téléphone qui sonne à répétition, personnes qui parlent fort, personnes qui entrent et sortent de la pièce etc.). Le recruteur joue un rôle, et essaye délibérément de « sortir le candidat de ses gonds » en mettant le plus de pression possible. Le candidat ne doit surtout pas nourrir le(s) troll(s).
Dans beaucoup d'entreprises, des tests de psychométrie sont demandés pour vérifier les performances intellectuelles et les composantes de la personnalité.
Les entretiens vidéo sont une nouvelle tendance permettant de faire gagner beaucoup de temps aux recruteurs comme aux candidats. Ils peuvent se faire en direct avec des outils comme Skype ou Google Hangouts mais aussi en différés avec des logiciels spécialisés tel que easyrecrue ou visiotalent.

### L'attitude à avoir
- Tenue vestimentaire appropriée[5]
- Avoir une attitude ouverte et correcte[6]
- Regarder ses interlocuteurs dans les yeux
- Être poli
- Ne jamais dire de mal de ses précédents employeurs[7]
- Ne pas jouer sur la corde sensible[7]
- Bien gérer sa nervosité[7]

#### Le recruteur
Les recruteurs sont généralement soit : votre futur supérieur direct, le Directeur des ressources humaines, l'ancien titulaire du poste ou la personne qui va vous mettre en relation avec les 3 autres.
- le recruteur n'est pas un ennemi ni un ami ;
- il est à l'écoute de la forme autant que du fond ;
- il connaît la société ;
- il connaît / ou a rédigé l'annonce ainsi que les critères de sélection ;
- il s'est renseigné sur / ou connaît le poste ;
- le recruteur a déjà lu le cv ;
- il a préparé ses questions.

#### Le candidat
Il reste lui-même. Pas servile, mais poli. Actif, à l'écoute, avec une attitude ouverte, ne joue pas avec tout ce qui lui tombe sous la main. Prendre des notes si nécessaire.
- il connaît son parcours professionnel et est capable d'en faire un résumé en mettant en avant une corrélation avec le poste à pourvoir[8] ;
- il a des vues sur son avenir professionnel (il connaît ses motivations et sait combien de temps il va rester dans l'entreprise) ;
- il s'est renseigné sur / ou connaît le poste ;
- il connaît l'annonce ainsi que les critères de sélection ;
- il s'est renseigné sur la société (il connaît son secteur, ses performances, sa culture d'entreprise, sa stratégie, ses produits et services, ses clients, ses partenaires) ;
- il a préparé des questions pertinentes (sur l'entreprise, le poste, sa carrière) ;
- il a réfléchi aux questions qui lui seront posées et est capable d'y répondre avec naturel et précision.
- il est capable de citer une liste de personnes références[9]

## La conversation / Les questions les plus fréquentes
L'entretien dans la mesure du possible doit être une conversation plutôt qu'une série de questions et de monologues (3-4 minutes maximum à chaque fois).
L'entretien commence par une accroche qui vise à mettre à l'aise le candidat ou, au contraire, faire une entrée en matière brutale afin de tester sa repartie.
Vient ensuite la présentation des parties (les points 1 et 2 peuvent être inversés) :
1. le recruteur se présente, présente sa société et le poste à pouvoir ;
2. le candidat se présente (ses études, son parcours professionnel, son futur).

Il reste ensuite 3 phases :
1. échanges d'intérêts entre les parties ;
2. négociation sur le salaire, les avantages en nature etc. ;
3. suite donnée à l'entretien.

Les questions les plus fréquentes en entretien d'embauche (d'après Yves Gautier, Coach Emploi)
1. Présentez-vous !
2. Quelles sont vos qualités et quels sont vos défauts ?
3. Pourquoi vous et pas un autre ?
4. Pourquoi voulez-vous travailler dans notre entreprise ?
5. Quelle est votre motivation ?
6. Pourquoi avez-vous quitté votre dernier poste ?
7. Avez-vous des questions ?
8. Une fois en poste, que ferez-vous ?
9. Comment vous voyez-vous dans 5 ans ?
10. Quelles sont vos prétentions salariales ? .

## Fin de l'entretien
- bilan oral de l'entretien, questions complémentaires éventuelles qui réclament souvent un travail préparatoire [11]
- choisir qui a l'initiative du contact et sous quel délai il va avoir lieu[12]
- souvent le recruteur posera la question "avez-vous des questions pour moi ? ". Plusieurs types de réponses sont recevables [13] : les questions sur la clientèle, les questions d'actualité, les questions sur l'évolution du secteur, les questions sur l'organisation des équipes, et enfin les questions sur votre interviewer.

## Après l'entretien
- faire un compte rendu sur l'entreprise, le poste, l'interlocuteur, vous-même, la suite ;
- relancer le recruteur pour obtenir une réponse après deux semaines[14] ;
- demander les raisons de l'échec pour récupérer les informations nécessaires au succès d'une prochaine candidature (sans discuter la décision, savoir si c'est à cause de l'expérience, de l'inadéquation du profil etc.) [15] ;
- planification d'un autre rendez-vous.

## Recherche sur les entretiens
La recherche a montré que les entretiens doivent être structurés, même si leur déroulement est ennuyant et qu'un entretien non structuré peut être pire qu'aucun entretien,. Il est aussi nécessaire de faire poser des questions testant l'intelligence ou des tâches liées à l'emploi. Il a été démontré que les questions de type casse-tête sont une perte de temps complète.